# Fernando Yáñez de la Almedina

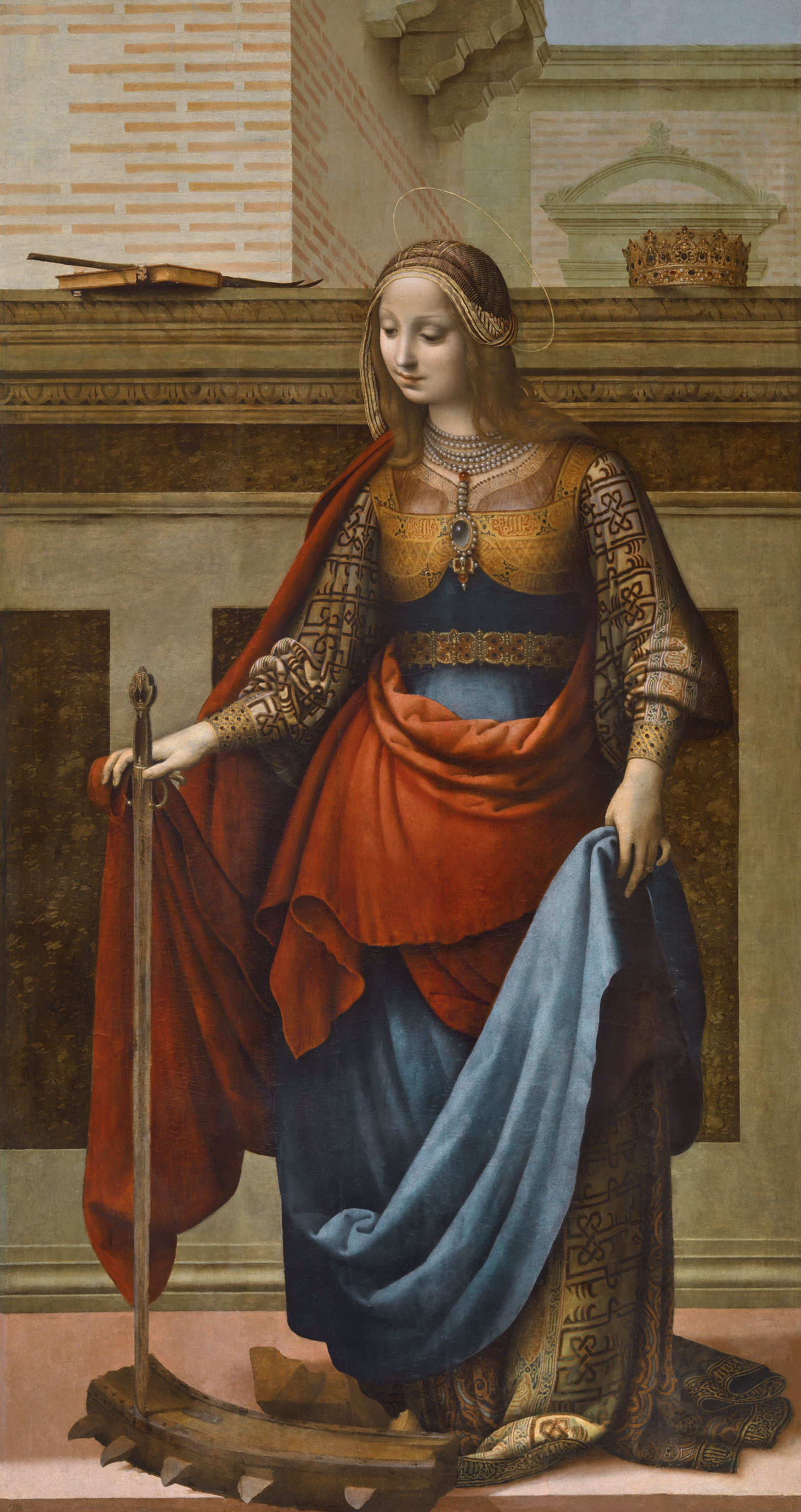
Santa Catalina, óleo sobre tabla, 212 x 112 cm, Madrid, Museo del Prado.

Hernando o Fernando Yáñez de la Almedina (fl. 1505-1537) fue un pintor renacentista español, introductor de las fórmulas quattrocentistas italianas en Valencia y Castilla la Nueva. Su conocimiento de la pintura de Leonardo da Vinci, con quien pudo colaborar en el perdido mural de La batalla de Anghiari, conjugando su influencia con la de otros pintores italianos como Filippo Lippi o Perugino, se pone de manifiesto tanto en el conjunto de su producción pictórica como en sus dibujos (Museo del Louvre) y en la labor de sus seguidores directos, como los valencianos Miguel Esteve y Miguel del Prado o el conquense Martín Gómez el Viejo.

## Biografía
Para trazar la biografía de Fernando Yáñez no se cuenta con ningún dato documental seguro anterior a septiembre de 1506, cuando cobró de la catedral de Valencia veinte libras a cuenta de las pinturas que debía realizar para el retablo de los Santos Médicos, que tenía a su cargo en unión con Fernando Llanos. El abogado Juan Butrón, en sus Discursos apologéticos en que se defiende el arte de la pintura, publicados en 1623, afirmaba que había nacido en Almedina (Ciudad Real) y le atribuía el desaparecido retablo mayor de su parroquial. Son estos datos escuetos los que repetirán Lázaro Díaz del Valle y Antonio Palomino, quien añadía que Francisco de Quevedo le había dedicado un epigrama actualmente perdido. Hernando de Ávila, en otra obra desaparecida, el Libro del Arte de la Pintura, terminado antes de 1590, incluía a Hernandiáñez entre los grandes maestros de los que le habían llegado noticias, todos ellos, excepto Yáñez, activos en Madrid y Toledo. Pero ninguna fuente hacía mención de su paso por Valencia, caído en el olvido su trabajo en la catedral, y de su formación en Italia quedaba el vago recuerdo de un aprendizaje con Rafael, según Palomino, «como lo muestran las pinturas del retablo del lugar referido». El recuerdo de su fama se conservaba mejor en su patria, donde en 1575, en respuesta a las Relaciones de Felipe II, sus vecinos se referían a un «licenciado Yáñez» que

en el arte de pintar de pincel fue la más rara habilidad que hubo en sus tiempos y según lo testifican hoy sus obras... que son las más tenidas y estimadas de cuantos hay en España y ansi lo dicen y afirman los hombres que de su arte entienden.

El estilo leonardesco que se manifiesta en las pinturas para las puertas del retablo de la catedral de Valencia, ejecutadas en colaboración con Fernando Llanos, o en obras como la Epifanía de la capilla de los Caballeros de la catedral de Cuenca, de la que Antonio Ponz, cuando todavía se desconocía su autoría, escribió que si no era de Leonardo da Vinci había de ser «de algún célebre hombre de los que iban a estudiar su obra a Florencia», ha llevado a ponerlo en relación con otras noticias documentales, de abril y agosto de 1505, en las que se menciona a un «Ferrando Spagnuolo, dipintore» trabajando en Florencia junto con Leonardo en las pinturas de la Gran Sala del Consejo de la Señoría, donde el maestro florentino se encontraba ocupado en el mural de La batalla de Anghiari:

A Ferrando Spagnolo, dipintore, per dipinguere con Lionardo da Vinci nella sala del consiglio florine 5 larghi e a Thomaso di Giovane Merini, su garzone per macinare e colori, florini 1 in oro.

No es posible, sin embargo, determinar a cuál de los dos Ferrandos —Llanos o Yáñez— hacen referencia dichos documentos, existiendo tesis favorables a cada uno de ellos.

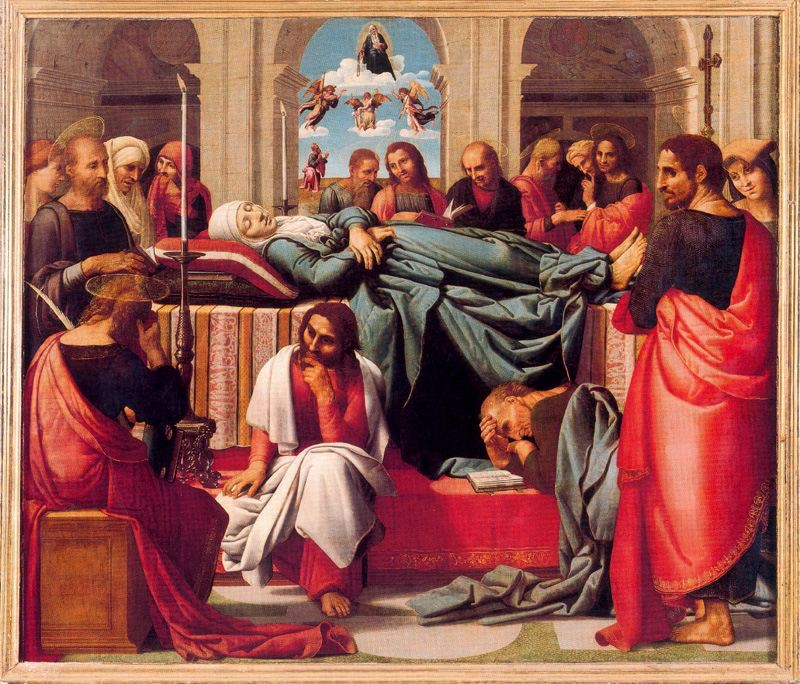
Tránsito de la Virgen, óleo sobre tabla, 194 x 227 cm, Valencia, Catedral, puertas del retablo mayor.

Tras su colaboración con Llanos en el mencionado retablo de los Santos Médicos (del que únicamente se conserva la predela con la pintura del Santo Entierro) la catedral les encargó, en marzo de 1507, las pinturas de las puertas del retablo mayor. Los pagos por esta obra se extienden hasta septiembre de 1510. Entre tanto ambos pintores se habían ocupado del encarnado de una talla de la Virgen para la misma catedral y proporcionado las trazas y algunas pinturas para el retablo que había de hacer Damián Forment con destino a la capilla que el gremio de plateros tenía en la iglesia de Santa Catalina de la misma ciudad, origen de un largo pleito. 
Ya en solitario, entre 1511 y 1514 cobró de la catedral por la decoración del órgano; su trabajo aquí fue variado, incluyendo las trazas de todos sus adornos, con un completo repertorio de grutescos. La relación con Llanos, sin embargo, no se había interrumpido pues el mismo año 1511 ambos contrataron conjuntamente la finalización del retablo de la Virgen de les Febres en la colegiata de Játiva, trabajo del que no existe ninguna otra noticia y es posible que no se llegase a ejecutar, y en enero de 1513 se mencionaba a Los Ferrandos contribuyendo con 15 sueldos conjuntamente en el impuesto de Tacha Real.
En abril de 1515 viajó a Barcelona para realizar la tasación de las pinturas hechas por Joan de Borgunya para la iglesia de Santa María del Pino, pero hubo de retornar inmediatamente a Valencia pues antes de terminar el año cobraba de la catedral por las pinturas para el órgano «chiquet». Para entonces Llanos había marchado ya a Murcia y no se tendrán nuevas noticias de Yáñez hasta 1518, cuando aparece documentado en Almedina, a donde debió de acudir para encargarse de las pinturas del retablo mayor de su parroquial, en el que consta documentalmente que se estaba trabajando en esas fechas. En 1519 se le encuentra citado en Almedina como testigo en una partida de bautismo, donde se le llama «Ferrandiañes, pintor». Siguen las menciones en los libros parroquiales en 1520 y 1521, con ocasión de los bautizos de sus hijos. La Sagrada Familia antiguamente en la colección Grether de Buenos Aires, firmada «Hernandiañes inventor año 1523», debió de ser pintada todavía en Almedina, por utilizar en su firma la fórmula que empleó comúnmente en esta localidad.
En 1525 se encontraba en Cuenca, donde otorgó poder, declarándose vecino de Almedina, para cobrar ciertas deudas que tenía pendientes en Valencia, poniéndose de manifiesto que, a pesar del traslado a su localidad natal, no había perdido el contacto con la capital levantina. De 1526 a 1531 trabajó en la catedral de Cuenca, primero en la capilla de los Albornoz y luego en la de los Caballeros. En 1532 reaparece en Almedina como compadre en un bautizo, lo que se va a repetir en los años siguientes hasta octubre de 1537, fecha de la última referencia documental disponible. En el mes de enero de 1536, en una visita hecha a Almedina por los comisionados de la Orden de Santiago, se citaba a «Hernandiañez» entre los vecinos «de cuantía» de la localidad, lo que habitualmente implicaba un reconocimiento de hidalguía.

## Obra

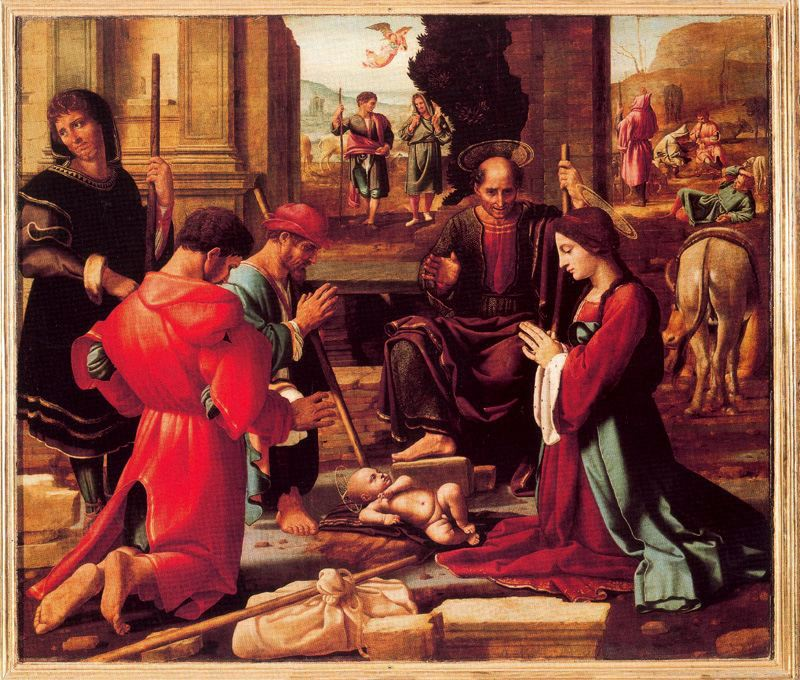
Adoración de los pastores (h. 1507- 1510), óleo sobre tabla, 194 x 227 cm, Valencia, Catedral, puertas del retablo mayor.

Las puertas del retablo de la catedral de Valencia, contratadas el 1 de marzo de 1507 por «Fernando de Llanos» y «Fernando de l'Almedina», constituyen el punto de partida de los estudios sobre ambos pintores, subrayándose la filiación leonardesca de sus tablas y, consecuentemente, la introducción en Valencia de esquemas y tipos propios de Leonardo. Delimitar la parte de esas tablas que corresponde a cada uno, sin embargo, ha resultado una tarea muy problemática, no existiendo acuerdo unánime en las atribuciones propuestas por los especialistas.
Del análisis de las pinturas ejecutadas en solitario al final de sus carreras se desprende un mejor conocimiento de la pintura italiana de finales del quattrocento por parte de Yáñez, quien maneja con soltura y combina con acierto en sus pinturas de la capilla de los Caballeros de la catedral de Cuenca modelos tomados tanto de Leonardo como de Filippino Lippi, lo que parece exigir una estancia en Roma previa a su paso por Florencia. La muerte de Lippi en 1504 y el abandono de la proyectada Batalla de Anghiari por Leonardo, que partió para Milán en mayo de 1506, explicarían el retorno de Yáñez a la península, donde aparece en septiembre de este último año, para incorporarse a la pintura del retablo de los Santos Médicos en el que ya trabajaba Llanos al menos desde el mes de junio de ese mismo año. 
La utilización de tipos leonardescos es común a ambos pintores en su producción independiente. Así se ha señalado la influencia de los dibujos de Leonardo da Vinci para el monumento ecuestre del condottiero Gian Giacomo Trivulzio en uno de los caballeros pintados por Yáñez en el fondo de paisaje de la Adoración de los pastores de la capilla de los Peso en la catedral de Cuenca. Sin embargo, en esta capilla y en la de los Caballeros de la misma catedral, los modelos que más abundan son los tomados de Filippino Lippi, tanto de sus frescos en la capilla Brancacci en Florencia como los de la Capilla Carafa en Santa María sopra Minerva de Roma, cuyo conocimiento no se evidencia en la producción independiente de Llanos, quien recurrirá al contrario a la imitación de grabados, en particular de Alberto Durero. Sea o no Yáñez el Ferrando del que hablan los documentos florentinos, ese conocimiento directo de los frescos de Lippi, tanto romanos como florentinos, son prueba segura de su estancia en Italia, donde además de un repertorio de tipos humanos adquirió el dominio de la representación tridimensional del espacio y un notable interés por las arquitecturas, en lo que se distanciará también de Llanos en su producción independiente. 
Esa diferencia en el modo de abordar las arquitecturas clásicas para crear con ellas un espacio tridimensional organizado llevaron a Diego Angulo Íñiguez, seguido por Fernando Benito Doménech y Pedro Miguel Ibáñez, a asignar a Yáñez en las puertas del retablo de la catedral valenciana las tablas que representan el Abrazo de san Joaquín a santa Ana, la Presentación de la Virgen en el templo, La Visitación, la Adoración de los pastores, Pentecostés y el Tránsito de la Virgen, siendo de Llanos las seis restantes.
Sus composiciones se caracterizan por la utilización del sfumato leonardesco para atenuar las sombras en los rostros femeninos, la dulzura de los gestos, la claridad formal y la amplitud escenográfica de los fondos, la monumentalidad de las figuras bien proporcionadas y tridimensionales, que se presentan en actitud serena y reposada, y la hábil conjugación de arquitectura monumental y personajes de una forma más caracterizada que en las obras de Llanos. El interés historicista que ponen de manifiesto las arquitecturas clasicistas tiene un complemento original en esta etapa valenciana en el vestuario a la morisca de la Santa Catalina del Museo del Prado, con la introducción de caracteres pseudoarábigos en el rico corpiño, por la identificación del oriente con el mundo islámico.

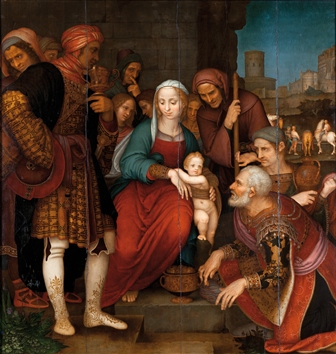
Adoración de los Magos, capilla de los Caballeros, catedral de Cuenca.

En los documentados retablos de la catedral conquense —la Adoración de los pastores, pintada hacia 1527 para la capilla de los Peso, y retablos de La Crucifixión, la Epifanía y La Piedad encargados por el canónigo Gómez Carrillo de Albornoz para su capilla de los Caballeros— los modelos italianos de su primera etapa, tanto de Leonardo da Vinci como de Lippi, se verán alterados por la acentuación de los contrastes lumínicos y por la asimilación de las novedades que suponía la pintura de Sebastiano del Piombo, de quien antes de abandonar Valencia podría haber conocido el tríptico pintado para Jerónimo Vich y Valterra, embajador de España en Roma.
La Sagrada Familia antes en la colección Grether de Buenos Aires, firmada y fechada en 1523, responde a un sistema compositivo deudor de Leonardo por la agrupación geométrica de las figuras, como ocurre en otras obras del periodo conquense, en las que es igualmente patente la intensidad de los contrastes cromáticos. Buen ejemplo de ello es la Santa Ana, la Virgen, santa Isabel, san Juan y Jesús Niño del Museo del Prado, procedente de la iglesia de Santa María de Almedina y vendida al museo por la iglesia parroquial de Villanueva de los Infantes, a la que se devolvió con otras obras  incautadas tras la guerra civil. El estudio técnico de esta obra hecho en los talleres del museo revela un método de trabajo aprendido en Italia, consistente en la delimitación previa de las figuras por medio de un dibujo esquemático y abreviado, aplicado sobre la base pero visible en algunas zonas bajo las finas capas de color casi traslúcidas. Se comprueba, además, que el pintor previamente trazó sobre la preparación una cuadrícula que le servirá para trasladar a la tabla los estudios hechos en papel, lo que le va a facilitar las repeticiones de unos mismos modelos en diferentes etapas de su actividad, como sucede con la figura de san Juanito en la tabla del Prado, repetida invertida en el Juicio Final de la colección Bartolomé March. Repeticiones que son frecuentes especialmente en figuras secundarias, como son la pareja de pastores que se acercan al grupo de la Virgen con el Niño, en el centro de la «Adoración de los pastores» de las puertas del retablo mayor de la catedral de Valencia, repetidos en el ático del retablo de la Crucifixión de la catedral de Cuenca, o el niño sentado en el ángulo inferior derecho de la Presentación de la Virgen en el templo de las puertas del retablo valenciano, repetido entre las piernas del verdugo en el Martirio de santa Inés en el banco del mismo retablo de la Crucifixión conquense.
Junto a estas obras, firmadas o documentadas, se le pueden atribuir las tablas procedentes de un altar o políptico dedicado a Santa Ana, la Virgen y el Niño, que estaba situado a los pies de la iglesia de San Nicolás de Valencia, donde se conservan ahora las pinturas en altares separados y con añadidos para formar medios puntos, y las cuatro tablas subsistentes de un retablo dedicado a San Miguel en la iglesia parroquial de Nuestra Señora de la Ascensión de Ayora: Virgen del Socorro y Padre Eterno, procedentes del ático, y San Gabriel y San Onofre, que ocupaban las calles laterales. La figura arrodillada del san Onofre de Ayora repite, por otra parte, la que adopta uno de los patriarcas en el Cristo presentando a los redimidos del Limbo a su Madre del Museo del Prado, tema muy del gusto de la iconografía valenciana, como lo es también el motivo del Juicio Final, tratado por Yáñez en la tabla citada de la colección Bartolomé March y en un retablo de la Colegiata de Játiva, desaparecido en 1936. Las semejanzas estilísticas entre estas obras hacen suponer que todas ellas se pintasen hacia el final de su etapa valenciana. La figura del Jesús resucitado en la tabla del Prado, para la que se ha señalado el modelo de un estudio de San Juan Bautista dibujado por Leonardo da Vinci (Windsor Royal Library), se repite en la lejanía y ante la Magdalena, a menor escala, en una Resurrección de procedencia desconocida conservada en el Museo de Bellas Artes de Valencia. La segura atribución a Yáñez puede corroborarse por la repetición de las figuras de Cristo, fuertemente anatomizada, y la del soldado dormido en primer término en el retablo de la Crucifixión de la catedral de Cuenca, en tanto en la coraza del segundo soldado, el que se muestra de espaldas, se dibuja una cenefa morisca semejante a la que adorna las mangas de la Santa Catalina del Prado, estableciendo una cierta continuidad en la obra de Yáñez compatible con la singularidad de su etapa conquense y con la evolución de su estilo, progresivamente alejado del equilibrio clasicista de sus primeras obras, con sus amplios espacios racionalmente ordenados y el estricto predominio de las verticales en las figuras, para dar entrada a una más fuerte emotividad mediante las agrupaciones apelotonadas de las figuras en primer plano y las líneas diagonales ordenadoras del espacio.